# Saint-Aubin-sur-Gaillon
Saint-Aubin-sur-Gaillon é uma comuna francesa na região administrativa da Normandia, no departamento de Eure. Estende-se por uma área de 19,52 km². Em 2010 a comuna tinha 2 094 habitantes (densidade: 107,3 hab./km²).